# Nonagontal
Nonagontal är en sorts figurtal. Det n:te nonagontalet är antalet punkter belägna i en nonagon med n regelbundet uppdelade punkter i en sida och ges av formeln:
{\displaystyle {\frac {n(7n-5)}{2}}}
De första nonagontalen är:
1, 9, 24, 46, 75, 111, 154, 204, 261, 325, 396, 474, 559, 651, 750, 856, 969, 1089, 1216, 1350, 1491, 1639, 1794, 1956, 2125, 2301, 2484, 2674, 2871, 3075, 3286, 3504, 3729, 3961, 4200, 4446, 4699, 4959, 5226, 5500, 5781, 6069, 6364, 6666, 6975, 7291, 7614, 7944, 8281, 8625, 8976, 9334, 9699, … (talföljd A001106 i OEIS).

## Relation till andra figurtal
Om N(n) betecknar det nte nonagonaltalet och T(n) det n:te triangeltalet är
{\displaystyle {7N(n)+3=T(7n-3)}.}